# Кальницька волость
Кальницька волость — історична адміністративно-територіальна одиниця Липовецького повіту Київської губернії з центром у містечку Кальник.
Станом на 1886 рік складалася з 6 поселень, 6 сільських громад. Населення — 5089 осіб (2609 чоловічої статі та 2480 — жіночої), 626 дворових господарств.
|                     | Площа, десятин | У тому числі орної, дес. |
| ------------------- | -------------- | ------------------------ |
| Сільських громад    | 3826           | 2650                     |
| Приватної власності | 2824           | 1154                     |
| Іншої власності     | 2030           | 685                      |
| Загалом             | 8680           | 4489                     |

Поселення волості:
- Кальник — колишнє власницьке село при річках Кальник і Соб за 34 версти від повітового міста, 1158 осіб, 204 двори, православна церква, школа, постоялий будинок, лавка, водяний млин, бурякоцукровий завод.
- Василівка — колишнє власницьке село при безіменній річці (Кальничка), 429 осіб, 69 дворів, православна церква, постоялий будинок і водяний млин.
- Пархомівка — колишнє власницьке село при безіменній річці, 900 осіб, 154 двори, 2 православні церкви, школа, постоялий будинок.
- Хрінівка — колишнє власницьке село при безіменній річці, 775 осіб, 111 дворів, православна церква, школа та постоялий будинок.
- Шабельна — колишнє власницьке село при річці Шабелянка, 306 осіб, 41 двір, православна церква та школа.

Наприкінці ХІХ ст. волость було ліквідовано, територію розділено між Дашівською (Кальник, Шабельня), Жаданівською (Пархомівка, Хрінівка) та Юрківською (Василівка) волостями.